# Nacho (football, 1990)
Pour les articles homonymes, voir Nacho.
Fernández  Iglesias est un nom espagnol. Le premier nom de famille, en général paternel, est Fernández ; le second, en général maternel, souvent omis, est Iglesias.
José Ignacio Fernández Iglesias, dit Nacho, né le 18 janvier 1990 à Madrid (Espagne), est un footballeur international espagnol qui évolue au poste de défenseur central à Al-Qadsiah FC.
Formé au Real Madrid, Nacho n’évolue que sous les couleurs des Merengue depuis son premier match professionnel en 2011, cumulant plus de 300 matchs et de nombreux trophées dont six Ligues des champions. Capable de couvrir tous les postes de la défense, il est toutefois rarement titulaire et s’inscrit comme un joueur de rotation. En 2023, après le départ de Karim Benzema, il devient le capitaine du club étant le joueur le plus ancien de l’effectif. 
Nacho compte également une vingtaine de sélections avec l’équipe d’Espagne avec laquelle il remporte la Ligue des nations en 2023, ainsi que le Championnat d'Europe de football en 2024.

## Carrière

### En club
Né le 18 janvier 1990 à Madrid, la capitale de l'Espagne, dans la communauté de Madrid, Nacho arrive dans le système des jeunes du Real Madrid à l'âge de 11 ans. Il a un frère cadet, Álex, qui est lui aussi footballeur. Il fait ses débuts 2008, en jouant deux matchs avec les réserves en Segunda División, et par la suite réalise deux autres saisons complètes dans la même catégorie.
Le 23 avril 2011, Nacho dispute son premier match avec l'équipe première du Real Madrid en Liga, étant titularisé comme arrière gauche lors d'une victoire à l'extérieur 3-6 contre le Valence CF. Il jouera l'intégralité de la rencontre.
Le 6 septembre 2012, Nacho est promu et obtient donc une place en équipe première madrilène.
À la suite du départ de Karim Benzema à l'issue de la saison 2022-2023, Nacho est nommé capitaine par l'entraîneur italien Carlo Ancelotti.
Le 22 juin 2023, Nacho prolonge son contrat au Real Madrid pour une saison supplémentaire,,.
Le 1er juin 2024, Nacho soulève le trophée aux grandes oreilles, la Ligue des Champions, conquis par son club en battant Dortmund 2-0 à Wembley.
Le 25 juin 2024, le club déclare dans un communiqué officiel le départ de Nacho vers le club arabe d'Al Qadsiah, 23 ans après avoir rejoint La Cantera, à l'âge de 11 ans.

### En équipe d'Espagne
Le 10 septembre 2013, Nacho débute avec l'Espagne lors d'un match amical contre le Chili qui a lieu à Genève, en Suisse.
Il marque son unique but en sélection lors de la Coupe du monde 2018, disputée en Russie, face au Portugal durant le premier tour, d'une reprise de volée spectaculaire touchant les deux poteaux (score final 3-3).
En mai 2024, il figure dans une liste élargie de 29 joueurs appelés par Luis de la Fuente pour l'Euro 2024 puis il fait partie de la liste définitive de 26 joueurs publiée le 7 juin,. 

## Palmarès
Avec les équipes de jeune de l'Espagne, il est champion d'Europe de football des moins de 17 ans en 2007 en battant l'Angleterre en finale puis finaliste de la Coupe du monde de football des moins de 17 ans en 2007, battu par le Nigéria. En 2023, il remporte la Ligue des nations face à la Croatie. En 2024, il remporte le Championnat d'Europe de football face à l’Angleterre.
Avec le Real Madrid il remporte la Ligue des champions en 2014, 2016, 2017, 2018, 2022 et en 2024, la Supercoupe de l'UEFA 2016 et 2017, la Coupe du monde des clubs de la FIFA 2016, Coupe du monde des clubs de la FIFA 2017 et Coupe du monde des clubs de la FIFA 2022 ainsi que le Championnat d'Espagne 2017, 2020 et 2022. Il remporte la Supercoupe d'Espagne 2017, 2020 et 2022 et 2024.
| Real Madrid (26) | Espagne (4) |
| - Champion d'Espagne (5) : 2012, 2017, 2020, 2022 et 2024. - Vainqueur de la Ligue des champions (6) : 2014, 2016, 2017, 2018, 2022 et 2024. - Vainqueur de la Coupe du monde des clubs (5) : 2014, 2016, 2017, 2018 et 2022. - Vainqueur de la Supercoupe de l'UEFA (4) : 2014, 2016, 2017 et 2022. - Vainqueur de la Supercoupe d'Espagne (4) : 2017, 2020, 2022 et 2024. - Vainqueur de la Coupe du Roi (2) : 2014 et 2023. | - Vainqueur du Championat d'Europe de football des moins de 17 ans : 2007. - Vainqueur du Championnat d'Europe espoirs : 2013. - Vainqueur de la Ligue des nations : 2023. - Vainqueur du Championnat d'Europe de football : 2024. |

### Récompenses individuelles
Il est élu capitaine du Real Madrid en 2023, à la suite du départ de Karim Benzema en arabie saoudite.

## Statistiques
| Saison                | Club                  | Championnat           | Championnat | Championnat | Championnat | Coupe(s) nationale(s) | Coupe(s) nationale(s) | Coupe(s) nationale(s) | Supercoupe | Supercoupe | Supercoupe | Compétition(s) continentale(s) | Compétition(s) continentale(s) | Compétition(s) continentale(s) | Compétition(s) continentale(s) | Supercoupe UEFA | Supercoupe UEFA | Supercoupe UEFA | Coupe du monde des clubs | Coupe du monde des clubs | Coupe du monde des clubs | Total | Total | Total |
| Saison                | Club                  | Division              | M.          | B.          | P.d.        | M.                    | B.                    | P.d.                  | M.         | B.         | P.d.       | Comp.                          | M.                             | B.                             | P.d.                           | M.              | B.              | P.d.            | M.                       | B.                       | P.d.                     | M.    | B.    | P.d.  |
| 2010-2011             | Real Madrid           | Liga                  | 2           | 0           | 0           | -                     | -                     | -                     | -          | -          | -          | C1                             | -                              | -                              | -                              | -               | -               | -               | -                        | -                        | -                        | 2     | 0     | 0     |
| 2011-2012             | Real Madrid           | Liga                  | -           | -           | -           | 1                     | 0                     | 0                     | -          | -          | -          | C1                             | -                              | -                              | -                              | -               | -               | -               | -                        | -                        | -                        | 1     | 0     | 0     |
| 2012-2013             | Real Madrid           | Liga                  | 9           | 0           | 0           | 3                     | 0                     | 0                     | -          | -          | -          | C1                             | 1                              | 0                              | 0                              | -               | -               | -               | -                        | -                        | -                        | 13    | 0     | 0     |
| 2013-2014             | Real Madrid           | Liga                  | 12          | 0           | 1           | 4                     | 0                     | 0                     | -          | -          | -          | C1                             | 3                              | 0                              | 0                              | -               | -               | -               | -                        | -                        | -                        | 19    | 0     | 1     |
| 2014-2015             | Real Madrid           | Liga                  | 14          | 1           | 0           | 2                     | 0                     | 0                     | -          | -          | -          | C1                             | 6                              | 0                              | 0                              | -               | -               | -               | -                        | -                        | -                        | 22    | 1     | 0     |
| 2015-2016             | Real Madrid           | Liga                  | 16          | 0           | 0           | 1                     | 0                     | 0                     | -          | -          | -          | C1                             | 5                              | 0                              | 0                              | -               | -               | -               | -                        | -                        | -                        | 22    | 0     | 0     |
| 2016-2017             | Real Madrid           | Liga                  | 28          | 2           | 3           | 5                     | 1                     | 0                     | -          | -          | -          | C1                             | 4                              | 0                              | 0                              | 0               | 0               | 0               | 2                        | 0                        | 0                        | 39    | 3     | 3     |
| 2017-2018             | Real Madrid           | Liga                  | 27          | 3           | 0           | 6                     | 0                     | 0                     | -          | -          | -          | C1                             | 8                              | 1                              | 0                              | 0               | 0               | 0               | 1                        | 0                        | 0                        | 42    | 4     | 0     |
| 2018-2019             | Real Madrid           | Liga                  | 20          | 0           | 1           | 5                     | 0                     | 0                     | -          | -          | -          | C1                             | 5                              | 0                              | 0                              | 0               | 0               | 0               | 0                        | 0                        | 0                        | 30    | 0     | 1     |
| 2019-2020             | Real Madrid           | Liga                  | 6           | 1           | 0           | 3                     | 1                     | 0                     | -          | -          | -          | C1                             | 1                              | 0                              | 0                              | -               | -               | -               | -                        | -                        | -                        | 10    | 2     | 0     |
| 2020-2021             | Real Madrid           | Liga                  | 24          | 1           | 0           | -                     | -                     | -                     | 1          | 0          | 0          | C1                             | 8                              | 0                              | 0                              | -               | -               | -               | -                        | -                        | -                        | 33    | 1     | 0     |
| 2021-2022             | Real Madrid           | Liga                  | 28          | 3           | 0           | 3                     | 0                     | 0                     | 2          | 0          | 0          | C1                             | 9                              | 0                              | 0                              | -               | -               | -               | -                        | -                        | -                        | 42    | 3     | 0     |
| 2022-2023             | Real Madrid           | Liga                  | 27          | 1           | 1           | 5                     | 0                     | 0                     | 2          | 0          | 0          | C1                             | 8                              | 0                              | 0                              | 0               | 0               | 0               | 2                        | 0                        | 0                        | 44    | 1     | 1     |
| 2023-2024             | Real Madrid           | Liga                  | 29          | 0           | 1           | 2                     | 0                     | 0                     | 2          | 0          | 0          | C1                             | 12                             | 0                              | 0                              | -               | -               | -               | -                        | -                        | -                        | 45    | 0     | 1     |
| Total sur la carrière | Total sur la carrière | Total sur la carrière | 242         | 12          | 7           | 40                    | 2                     | 0                     | 7          | 0          | 0          | -                              | 70                             | 2                              | 0                              | 0               | 0               | 0               | 5                        | 0                        | 0                        | 364   | 16    | 7     |

### En sélection nationale
| Saison                | Sélection             | Phases finales        | Phases finales | Phases finales | Phases finales | Éliminatoires CDM | Éliminatoires CDM | Éliminatoires CDM | Éliminatoires EURO | Éliminatoires EURO | Éliminatoires EURO | Ligue Nations | Ligue Nations | Ligue Nations | Matchs amicaux | Matchs amicaux | Matchs amicaux | Total | Total | Total |
| Saison                | Sélection             | Compétition           | M              | B              | Pd             | M                 | B                 | Pd                | M                  | B                  | Pd                 | M             | B             | Pd            | M              | B              | Pd             | M     | B     | Pd    |
| --------------------- | --------------------- | --------------------- | -------------- | -------------- | -------------- | ----------------- | ----------------- | ----------------- | ------------------ | ------------------ | ------------------ | ------------- | ------------- | ------------- | -------------- | -------------- | -------------- | ----- | ----- | ----- |
| 2013-2014             | Espagne               | Coupe du monde 2014   | -              | -              | -              | 0                 | 0                 | 0                 | -                  | -                  | -                  | -             | -             | -             | 1              | 0              | 0              | 1     | 0     | 0     |
| 2014-2015             | Espagne               | -                     | -              | -              | -              | -                 | -                 | -                 | -                  | -                  | -                  | -             | -             | -             | -              | -              | -              | 0     | 0     | 0     |
| 2015-2016             | Espagne               | Euro 2016             | -              | -              | -              | -                 | -                 | -                 | 1                  | 0                  | 0                  | -             | -             | -             | 2              | 0              | 0              | 3     | 0     | 0     |
| 2016-2017             | Espagne               | -                     | -              | -              | -              | 2                 | 0                 | 0                 | -                  | -                  | -                  | -             | -             | -             | 3              | 0              | 0              | 5     | 0     | 0     |
| 2017-2018             | Espagne               | Coupe du monde 2018   | 2              | 1              | 0              | 3                 | 0                 | 0                 | -                  | -                  | -                  | -             | -             | -             | 5              | 0              | 0              | 10    | 1     | 0     |
| 2018-2019             | Espagne               | -                     | -              | -              | -              | -                 | -                 | -                 | -                  | -                  | -                  | 3             | 0             | 0             | 0              | 0              | 0              | 3     | 0     | 0     |
| 2022-2023             | Espagne               | -                     | -              | -              | -              | -                 | -                 | -                 | 1                  | 0                  | 0                  | 1             | 0             | 0             | -              | -              | -              | 2     | 0     | 0     |
| Total sur la carrière | Total sur la carrière | Total sur la carrière | 2              | 1              | 0              | 5                 | 0                 | 0                 | 2                  | 0                  | 0                  | 4             | 0             | 0             | 11             | 0              | 0              | 24    | 1     | 0     |

### Buts internationaux
| Buts internationaux de Nacho | Buts internationaux de Nacho | Buts internationaux de Nacho | Buts internationaux de Nacho | Buts internationaux de Nacho | Buts internationaux de Nacho | Buts internationaux de Nacho |
| 0                            | Date                         | Lieu                         | Adversaire                   | Score                        | Résultats                    | Compétitions                 |
| ---------------------------- | ---------------------------- | ---------------------------- | ---------------------------- | ---------------------------- | ---------------------------- | ---------------------------- |
| 1                            | 15 juin 2018                 | Stade Ficht, Sotchi, Russie  | Portugal                     | 2-3                          | 3-3                          | Coupe du monde 2018          |

## Vie privée
Le 31 mai 2014, il épouse son amour d'enfance : Maria Cortes. Ils ont deux enfants : Alejandra, née le 13 mai 2015 et Nacho, né le 28 mai 2016.
Nacho a été diagnostiqué diabétique de type 1 depuis ses douze ans. « Oui, je suis diabétique. Je le suis depuis que j'ai douze ans, mais je vais bien, je suis très prudent. Si un footballeur se doit de prendre soin de lui, étant diabétique, je le fais trois fois plus » a-t-il avoué au journal espagnol Marca.